# Andries Sanders
Andries Frans Sanders (1933) is een Nederlands psycholoog en emeritus-hoogleraar. Hij hield zich vooral bezig met de wijze waarop mensen informatie selecteren en verwerken. Hij specialiseerde zich in de verwerking van visuele informatie en de analyse van reactieprocessen. Zijn werk kenmerkt zich door een combinatie van experimentele en toegepaste psychologie.

## Levensloop en carrière
Sanders studeerde psychologie in Leiden van 1951 tot 1957. Vervolgens werd hij wetenschappelijk medewerker bij het Instituut voor Zintuigfysiologie te Soesterberg, een onderdeel van TNO, waar hij tot 1984 in verschillende functies werkte. Hij promoveerde in 1963 cum laude te Utrecht bij Johannes Linschoten op een proefschrift over de wijze waarop informatie vanuit het functionele gezichtsveld verkregen wordt. In 1966 initieërde hij de later invloedrijk geworden serie "Attention & Performance' conferenties [Acta Psychologica 1967]  Van 1984 tot 1988 was Sanders hoogleraar aan de RWTH te Aken en directeur van het Institut für Psychologie aldaar. Van 1988 tot aan zijn emeritaat in 1998 was hij hoogleraar  psychologische functieleer, methodenleer en theoretische psychologie aan de Vrije Universiteit Amsterdam. In 1998 vatte hij zijn onderzoek samen in het boek Elements of human performance. Reaction processes and attention in human skill. Sanders is lid van de Koninklijke Nederlandse Akademie van Wetenschappen en kreeg een eredoctoraat in de psychologie van de Vrije Universiteit Brussel. Hij is getrouwd en heeft vier kinderen.

## Wetenschappelijke invloed
Sanders publiceerde over de analyse van reactieprocessen, waarbij hij het werk van Saul Sternberg over de additieve-factoren-methode als uitgangspunt nam. Hij onderzocht met name de effecten van stressfactoren, zoals het gebruik van psychofarmaca en slaapgebrek op de duur van reactieprocessen. Deze benadering staat in de psychologie ook wel bekend als mentale chronometrie, het precies vaststellen hoe processen in het brein na elkaar verlopen. Sanders publiceerde bovendien over het onmiddellijk geheugen en nam deel aan de discussie over seriële versus parallelle processen bij de verwerking van informatie. Daarnaast deed hij veel toegepast ergonomisch onderzoek, onder andere over werkbelasting.

## Voornaamste publicaties
- A.F. Sanders (1963) The selective process in the functional visual field. Van Gorkum, Assen.
- A.F. Sanders (1975) "Some remarks on short-term memory", in: P.M.A. Rabbitt & S. Dornic (Eds.) Attention & Performance 5. Academic Press, London.
- A.F. Sanders (1979) "Some remarks on mental load", in: N. Moray (Ed.) Mental workload: Its theory and measurement. Plenum, New York.
- A.F. Sanders (1980) "Stage analysis of reaction processes", in: G.E. Stelmach & J. Requin (Eds) Tutorials in Motor Behavior, North Holland, Amsterdam, p. 331-354.
- A.F. Sanders (1983) "Towards a theory of stress and human performance", in: Acta Psychologica 53, p. 61-97.
- A.F. Sanders (1990) "Issues and trends in the debate on discrete vs.continuous processing of information", in: Acta Psychologica 74, p. 1-45.
- A.F. Sanders (1998) Elements of human performance. Reaction processes and attention in human skill. Erlbaum, Mahwah, N.J.